# Бінненгоф
Бінненгоф (нід. Binnenhof, дослівно: «внутрішній двір») — комплекс будівель у центрі нідерландського міста Гааги (фактичної столиці країни), в якому містяться Генеральні штати (нідерландський парламент) і резиденція прем'єр-міністра. 
Поруч з Бінненгофом розташовані численні музеї та історико-архітектурні пам'ятки, в тому числі картинна галерея Мауріцгейс.

## Історія

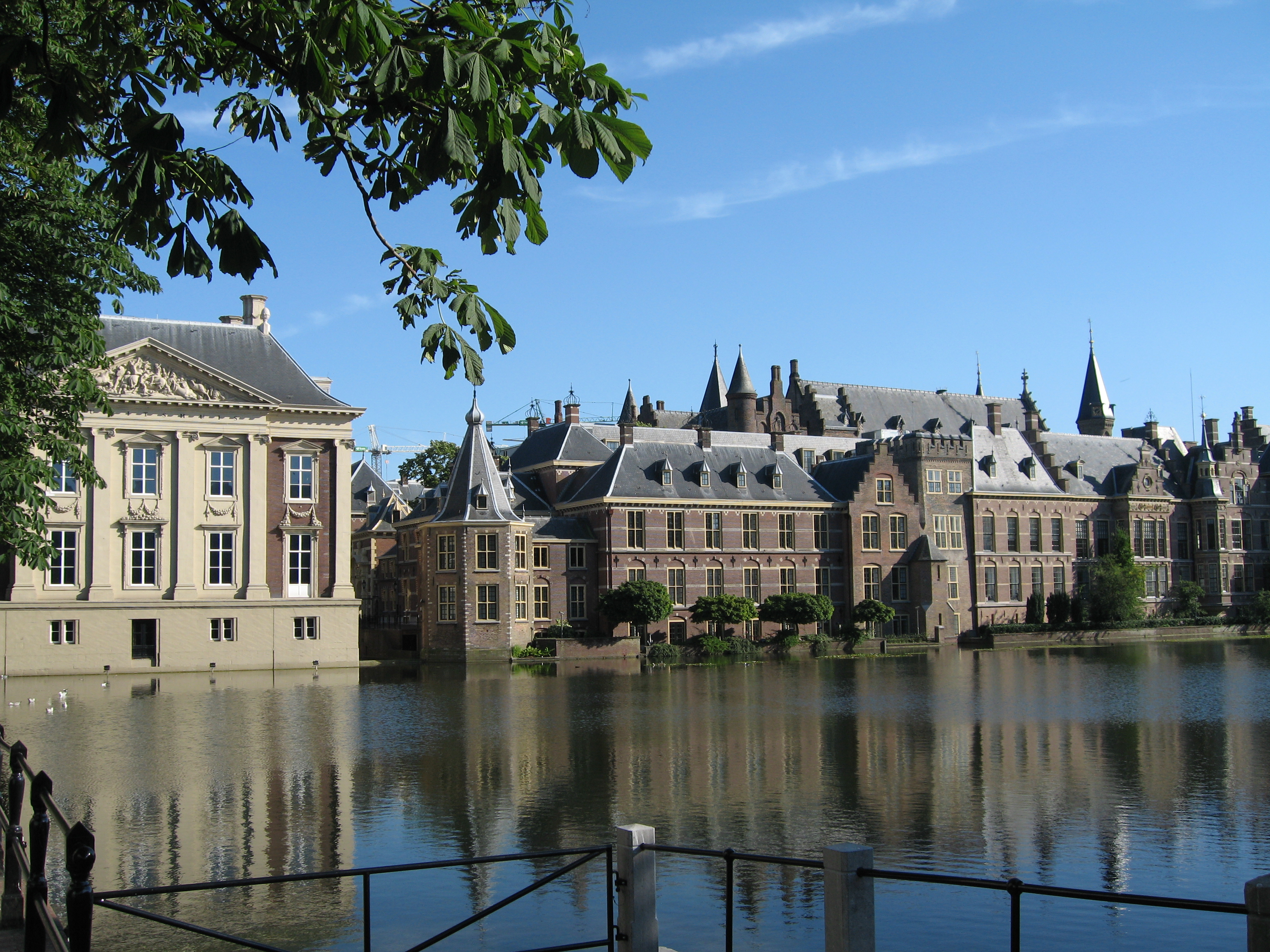
Вид на Бінненгоф з боку палацового ставу.

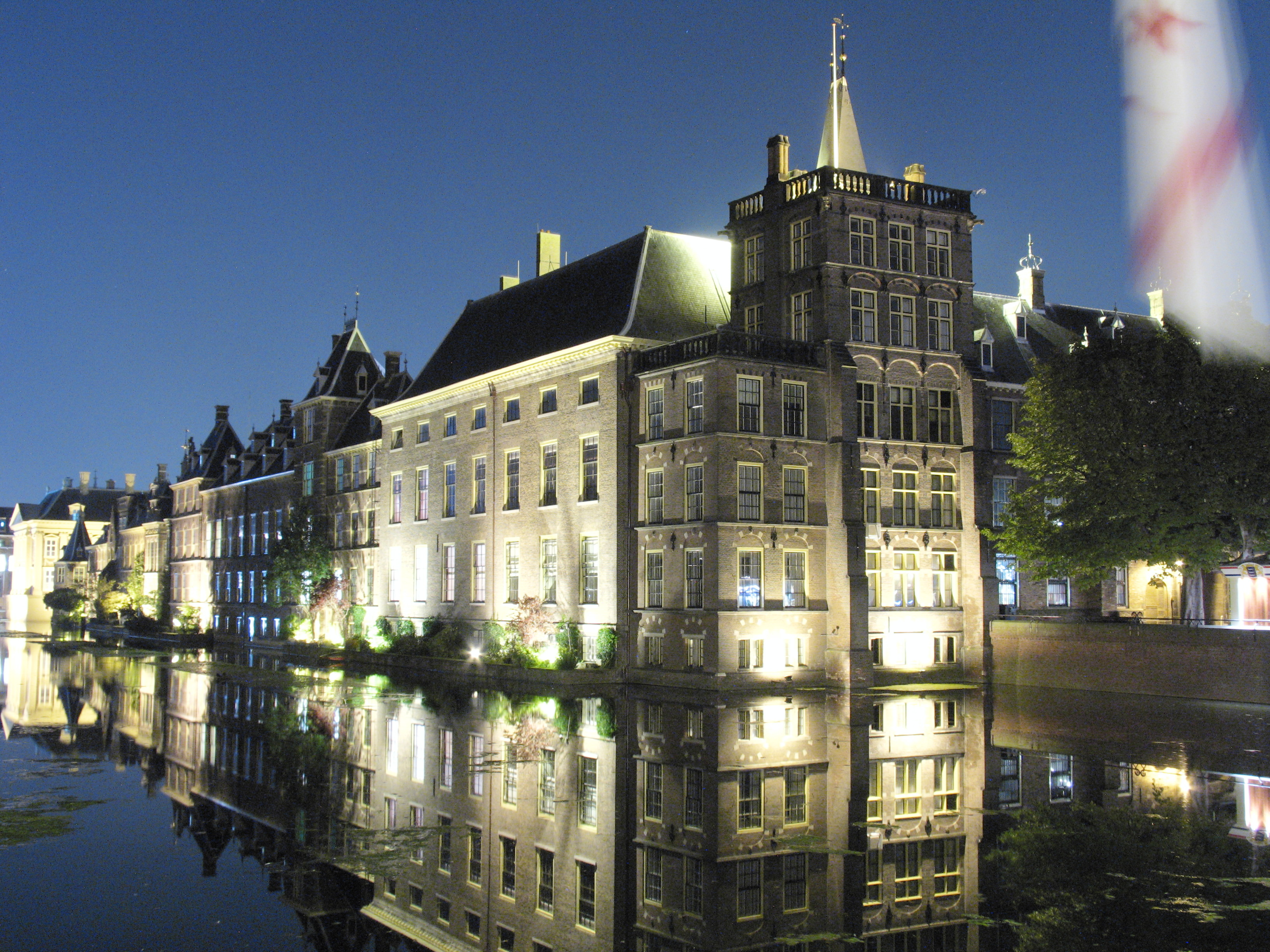
Бінненгоф у темний час доби.

Історія Бінненгофу бере початок у 1230 році, коли граф Голландії Флоріс IV придбав ділянку землі, на якій згодом виросло місто Гаага. Його син граф Голландії Віллем II у 1247 році звів на цій ділянці мисливський замок, а за правління онука Флоріса V за проектом архітектора Герарда ван Лейдена був побудований замок Ріддерзал (тобто «лицарська зала»). 
Ще одна будівля починаючи з 1815 року використовувалася як місце перебування Генеральних штатів. У 1992 році нижня палата нідерландського парламенту переїхала в сучасний будинок, що також входить до комплексу Бінненгофа. Одна з башт використовується як робоча резиденція прем'єр-міністра (тоді як офіційною резиденцією є особняк Катсгейс).

## Ріддерзал
Ріддерзал являє собою будинок у готичному стилі з трикутним фасадом і двома вежами по краях. Над входом розташоване велике кругле вікно (розета), прикрашене гербами династій, що врядували в Нідерландах. 
Ще наприкінці XVI століття Моріц Оранський зробив Рідерзал резиденцією штатгальтерів Нідерландів, і відтоді палац виконував ці функції резиденції правителів країни. 
У теперішній час Ріддерзал використовується для урочистих заходів, в тому числі для щорічної церемонії відкриття сесії парламенту — Генеральних штатів у День королеви, під час якої обидві палати парламенту на спільному засіданні заслуховують програмний виступ монарха.